# Studio PowNed
Studio PowNed is een Nederlands voormalig praatprogramma van omroep PowNed waarin verschillende gasten uit de actualiteit uitgenodigd werden, afgewisseld met reportages. Het programma werd gepresenteerd door Rutger Castricum.
Studio PowNed was de opvolger van de dagelijkse eigenzinnige actualiteitenrubriek PowNews en werd wekelijks op donderdag uitgezonden. Aan de studiotafel bij Castricum werd in wisselende samenstelling over verschillende nieuwsonderwerpen gesproken die volgens Castricum elders niet werden opgepakt en kwamen vragen die niet worden gesteld bij de rubriek de week van PowNed wel voorbij.
De eerste aflevering van Studio PowNed werd op 30 januari 2015 uitgezonden. Een aflevering duurde ongeveer 45 minuten. Het programma trok gemiddeld 200.000 tot 400.000 kijkers. In februari 2016 vertelde Dominique Weesie hierover in het praatprogramma Jinek van Eva Jinek dat de doelgroep minder lineaire tv kijkt: De instarts, de filmpjes die we daar hebben, die worden vervolgens op internet gezet en vijf tot tien keer beter bekeken.
Op 1 september 2016 werd het programma opgevolgd door De week van PowNed.